# Plesiophrictus millardi
Plesiophrictus millardi là một loài nhện trong họ Theraphosidae.
Loài này thuộc chi Plesiophrictus. Plesiophrictus millardi được Mary Agard Pocock miêu tả năm 1899.